# Forskelligbladet vortetand
Forskelligbladet vortetand (Kindbergia praelonga) er et meget almindeligt mos i skovbunden. Det kendes på sine spinkle, fjergrenede skud, hvor stængelbladene er squarrøse og meget større end grenbladene. Det videnskabelige navn praelonga betyder 'ekstraordinær lang', der hentyder til de langstrakte skud.
Forskelligbladet vortetand har op til 12 cm lange, spinkle, nedliggende, lysegrønne skud, der normalt er enkelt fjergrenede. Bladene på hovedstænglen er ca. 1½ mm lange med en bred og nedløbende basis, der pludseligt smalner af til en squarrøs (bagudbøjet) spids. Grenbladene er kortere og meget smallere. Både stængel- og grenblade er tandede med en svag ribbe. Sporehuse er sjældne. Arten er meget variabel og vokser på mange forskellige underlag, oftest på jorden eller på døde grene på skyggefulde steder. Den undgår dog underlag med en basisk surhedsgrad.
Forskelligbladet vortetand er udbredt i hele Europa, Kaukasus, nordlige Asien, Nord- og Sydafrika, Nordamerika, Australien og New Zealand.
|                           |
| De squarrøse stængelblade |